# ポーツマス (イングランド)
ポーツマス（Portsmouth,  [ˈpɔːtsməθ]）は、イギリス（イングランド）のハンプシャー南部にある、イギリス海峡に面した都市。イギリスで唯一、島嶼部に位置する都市で、ポートシー島に都心がある。ロンドンから南西70マイル (110 km)に位置する。行政は単一自治体である。ポーツマスの街、ポーツマスFCの両方がポンペイ（Pompey）の愛称で呼ばれる。漢字表記は波都毛士。
なお、同名の町が、アメリカ合衆国にあり、日露戦争の講和会議が開かれ、ポーツマス条約が開かれたことで知られる。
人口は20万5100人（2011年国勢調査）、郊外を含む都市圏は85万5679人。ポーツマス都市圏の面積 (15.54平方マイル (40.2 km2))は、イングランドで11位である。
1世紀以上の歴史がある軍港であり、世界で最も古い乾ドックが現役で使用される。ネルソン提督の旗艦HMS ヴィクトリーなどの多くの有名な軍艦の母港となってきた。近年、ポーツマス海軍基地は軍事拠点としては衰えたものの、イギリス海軍とイギリス海兵隊の基地と造船所は維持されており、依然として司令部が置かれている。ヨーロッパ大陸に向かう貨物輸送や旅客輸送向けの商業港も栄えており、フランス北部とスペインへのフェリーが定期的に発着している。
近年は、スピンネーカー・タワーが新たなランドマークとなるなど、臨海部の再開発が進行している。再開発地域は、ガンワーフ・キーズとして知られている。ポーツマス市の2倍以上の人口のポーツマス都市圏には、フェアラム、ポーチェスター、ゴスポート、ハヴァント（郊外のリー・パークを含む）、リー・オン・ザ・ソレント、スタヴィトン、ウォータールーヴィルなどの町々がある。近年の都市圏は、サウサンプトン寄りのハヴァントを通過するM27/A27道路や、北のクランフィールドを通るA3道路の沿線にまで拡大している。

## 歴史
ローマの支配を受ける以前からポーツマスの地域には村落があった。ポートチェスターには、ローマの駐屯地が設けられた。ポーツマスの古い時期の記録の大部分は、ノルマン・コンクエスト後にノルマンディー人によって焼き捨てられたと考えられている。ポーツマスに言及している13世紀前半の年代記が最も古い。しかし、アングロサクソン年代記では、サクソン人によって設立されたと語られている。これには、ポータス・ハーバーの口 (Portesmuða) として9世紀後半から言及されているが、歴史家からその起源を受け入れられていない。

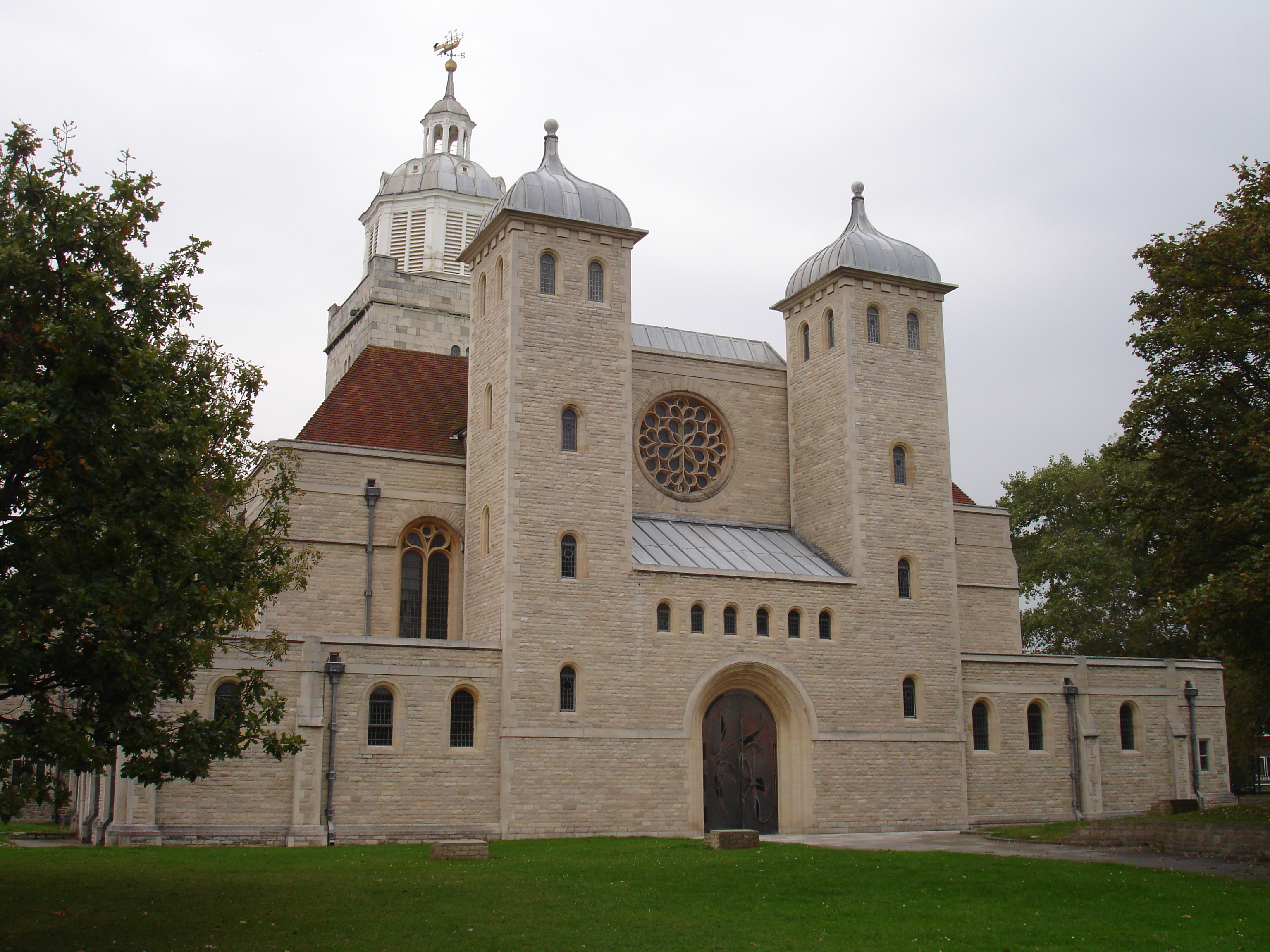
ポーツマス大聖堂

ドゥームズデイ・ブックには、ポーツマスについて触れられていない。しかし、村落は後にポーツマスの一部として追加された。この時、ポーツマスの地域に200から300人の住民が定住していたと見積もられた。ポートシーには1166年よりも前から小さな教会があったのに対し、ポーツマスに建設されたのは1181年である。聖アウグスティノ修道会のサウスウィック修道分院は、ヘンリー8世の宗教改革まで存在した。イギリス国教会の現代的なポーツマス大聖堂は、この修道会があった位置に建設された。
1194年に獅子心王リチャードが第3回十字軍へ参加するため、かつてジャン・ド・ジゾールがそうやったように艦隊と兵士をポーツマスへ召集した。同年5月2日、リチャードは経費を削減するため、ポーツマスに王室特許状を与えた。裁判所の建設ともに定期的に市場の開放が行われ、税金の免除がなされた。
新たに王座に就いたジョン王は、1203年にフィリップ2世との戦争のため、イギリス海峡に面する海軍基地の強化に乗り出し、イングランドの各造船所から1隻以上の軍艦を徴集した。ポーツマスには、最初のドックと聖ニコラウス病院が建設された。13世紀にもポーツマスはフランス攻撃の拠点として、ヘンリー3世とエドワード1世らが常用した。
14世紀頃には、商業の大きな発展があった。港での最大の取引はバイヨンヌとボルドーからのワインであり、他にもウール、穀物、小麦、ホソバタイセイ(ウォード)、蝋、鉄などを輸入した。

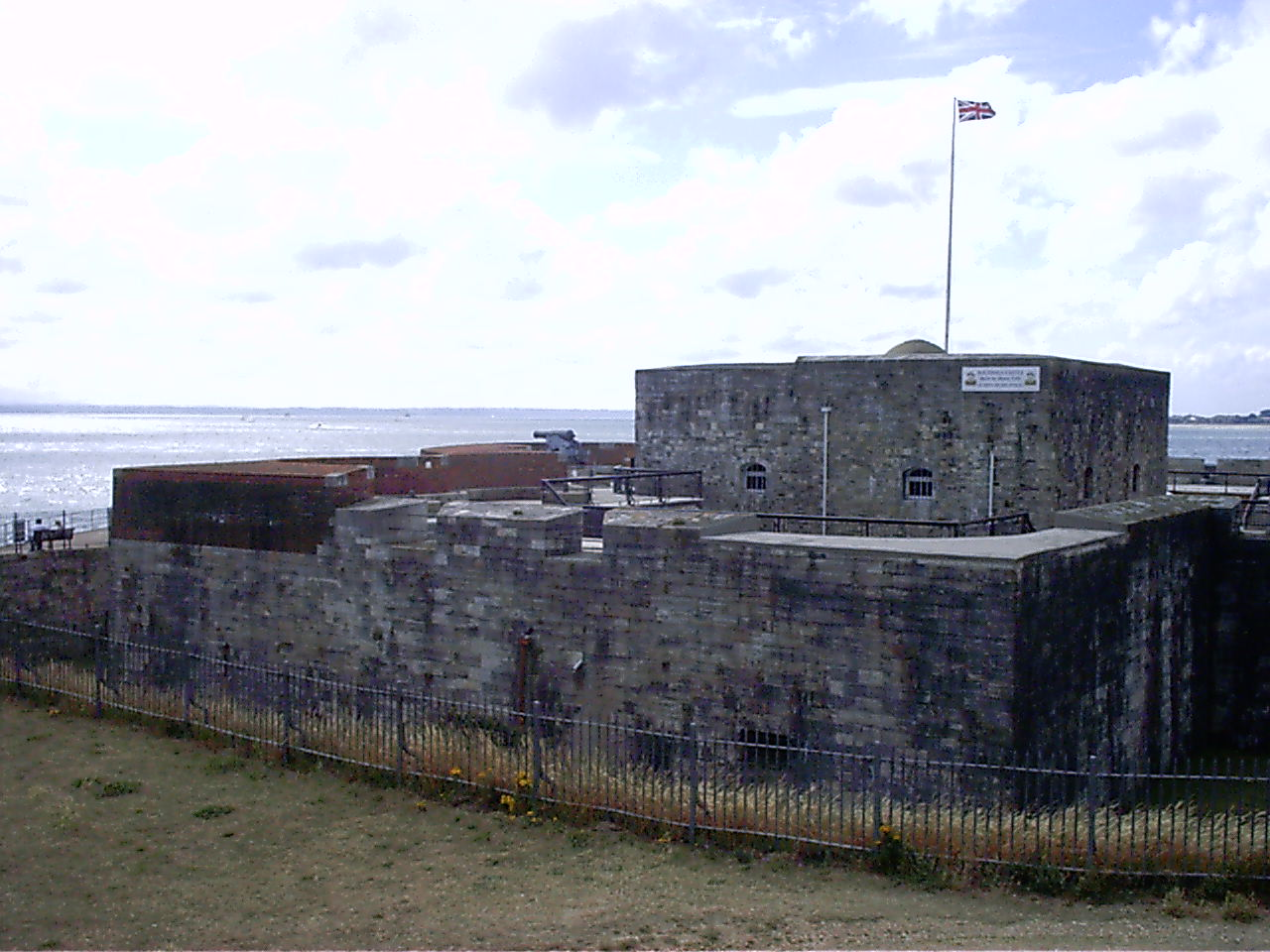
サウスシー・キャッスル

百年戦争の勃発によって、フランス艦隊は1338年にポーツマスを急襲した。この攻撃で教会と病院は残存したが、町の大部分は破壊された。エドワード3世は、これを再建するため、免税の措置をとった。さらに急襲から10年後には、初めて黒死病の流行による人的被害を受けた。ポーツマスの再生を脅威として、フランスは1369年、1377年、1380年と度々攻撃を繰り返したため、1418年にヘンリー5世はポーツマスへ要塞の建設を命じた。木製のラウンド・タワーが港の入り口に建設され、1426年に完成した。ヘンリー8世は石材で要塞を再構築し、正方形の城塞にした。また、ロバート・ブリガンダインとレジナルド・ブレイ卿を援助し、世界初の乾ドックが建設された。ヘンリー8世は1527年にカトリック修道院からの没収した資金の一部で、サウスシー・キャッスルを建設した。ポーツマスで建造されたメアリー・ローズは、ヘンリー8世による命名であった。
1628年にバッキンガム公ジョージ・ヴィリアーズがポーツマスのパブで暗殺された。現在このパブは個人が所有し、バッキンガムハウスと呼ばれ、追悼の飾り額を掲げられている。
イングランド内戦の間、ポーツマスの要塞に置かれた兵器は、国王派と駐屯軍の安全を保障する代わりとして引き渡された。この戦争では、議会派海軍の主要基地となった。英蘭戦争と英西戦争では、イギリス海軍の父ロバート・ブレイク提督がポーツマスを母港に利用した。
アーサー・フィリップ率いる11隻の船団は、1787年5月13日にポーツマスから出航した。この船団は、ボタニー湾を経てポート・ジャクソン湾へたどり着き、オーストラリアへの初入植を果たした。

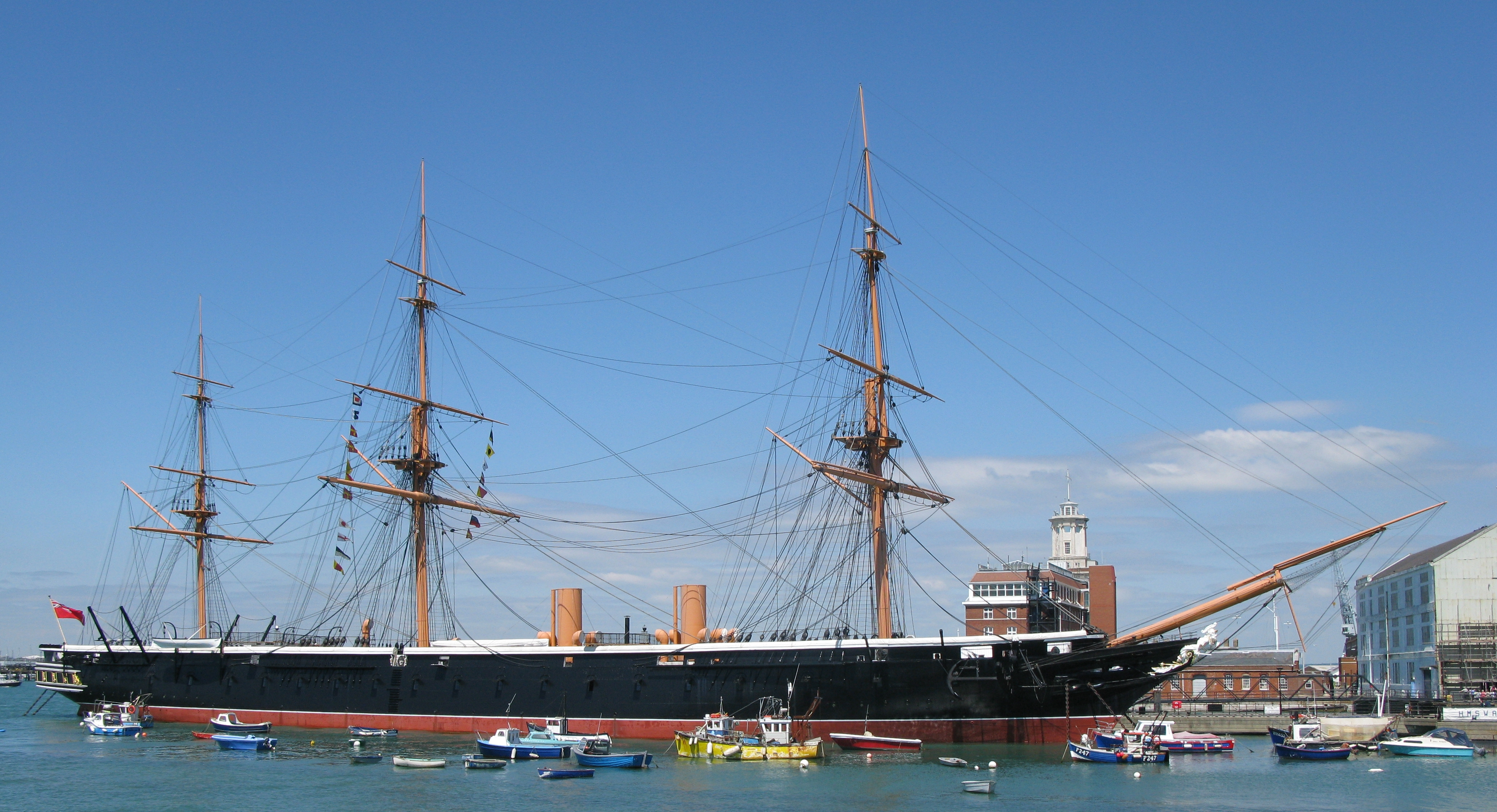
HMS ウォーリア

産業革命により、ロジスティックにイギリス海軍を支援する役割を担ってきたポーツマスにも重大な産業の変革が訪れた。1802年にマーク・イザムバード・ブルネルは、軍艦の装具で使用する滑車を世界で初めて量産に成功し、ポーツマス・ブロック・ミルで大量生産ラインを確立した。その先端さにおいて、世界最大の造船業拠点となった。
1805年にフランス・スペイン艦隊の侵攻を阻止するため、ホレーショ・ネルソンはポーツマスを去り、トラファルガーの海戦が最後の指揮となった。ポーツマスを囲んでいる要塞網により、ヨーロッパで最も守備を固められているとしてイギリス海軍の信頼につながった。奴隷売買の根絶を任ぜられた西アフリカ戦隊は、1808年にポーツマスから出航した。1872年12月21日には、主だった自然科学の探検隊（チャレンジャー号探検航海）もポーツマスから出航した。
第一次世界大戦中の1916年に飛行船ツェッペリンの爆撃を受けた。
1926年に王国最初の軍港であったことを理由に申請したシティ・ステータスがポーツマスへ与えられ、バラ・カウンシルによる組織的自治が始まった。その2年後、ロード・メイヤーの職を受けた。
第二次世界大戦でポーツマスの広範囲に渡ってドイツ空軍による爆撃に晒され、多くの民家と市民センターが破壊された。サウス・シー海岸とポーツマス港は、1944年6月6日に始まったノルマンディー上陸作戦に出撃する軍の乗船場であった。ポーツマスの北側にあるサウスウィックハウスは、上陸作戦の間、連合国軍最高司令官であるアメリカのドワイト・D・アイゼンハワー将軍の本部に選ばれた。
戦後、ポーツマスの多くの建材が損害を受け、住宅の修復や品質改善に消費された。この影響を受けた住民は、ポールズグローブやリー・パークなど都心から離れた郊外へ移り住んだ。戦後の国内における再開発は、実用主義とブルータリスト建築様式を特徴とし、ポーツマスではトライコーン・センターがその好例だった。近年は、新たな再開発の波を受け、トライコーンの解体、放棄された産業拠点の再生、そして、スピンネーカー・タワーの建設があった。

## 地理
ポーツマスの大部分はポートシー島にあり、南側はソレント海峡に面している。これはイギリスで唯一のアイランド・シティであり、ヨーロッパにおいて第13位の人口密度が高い地域である。また、イギリス国内では、インナー・ロンドンに続いて第2位の人口稠密地である。
ポートシー島は狭い小川のポーツブリッジ・クリークによって本土グレートブリテン島から隔てられているが、護岸や橋などによって外観上は半島となっている。ポーツマス港は島の西側にあり、東側には潮湾のラングストーン港がある。ポーツダウン・ヒルは北側に位置し、この丘からポーツマス全域を超えてソレント海峡やワイト島を視認できる。
西側のポーツマス港、東側のラングストーン港と南側のソレント海峡はラムサール条約登録地である。ポーツマス港にはアマモ、緑藻、アオサの藻場となる干潟と塩性湿地があり、コクガンの越冬地とダイゼン、ハマシギ、オグロシギの生息地である。ラングストーン港および付近には干潟、塩性湿地、砂嘴、ヨシ原や草地の生える砂丘が分布しており、カキや二枚貝が生息している。

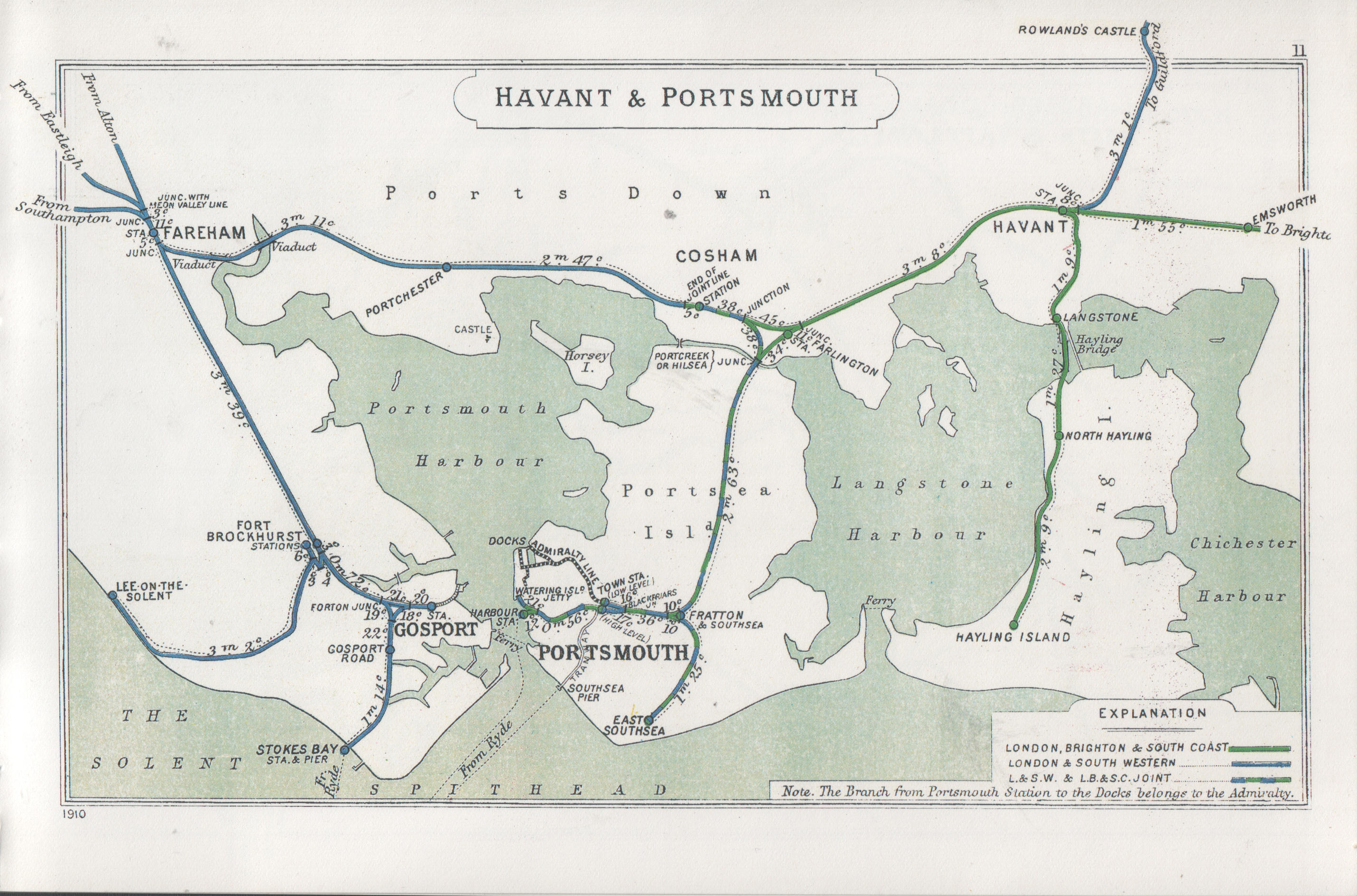
周辺地図(1910年および1914年)
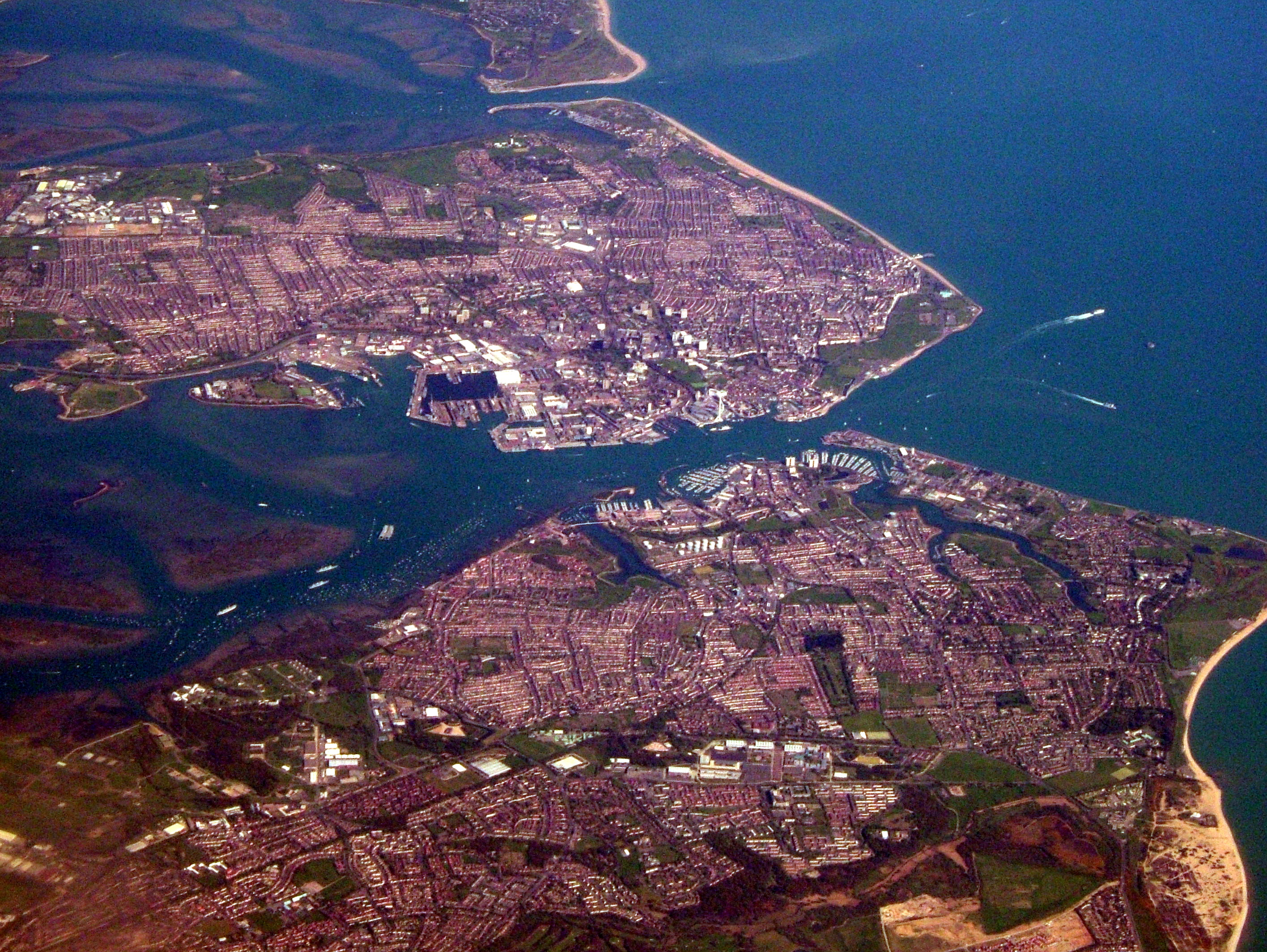
ポートシー島(奥)とゴスポート(手前)

### 気候
ポーツマスは穏やかな海洋性気候を有し、イギリス国内でも日照時間は多い方である。冬季に雪が降ることは珍しく、気温が氷点下を下回ることも少ない。
| ソレント気候観測所、標高9m(1991年–2020年)の気候 | ソレント気候観測所、標高9m(1991年–2020年)の気候 | ソレント気候観測所、標高9m(1991年–2020年)の気候 | ソレント気候観測所、標高9m(1991年–2020年)の気候 | ソレント気候観測所、標高9m(1991年–2020年)の気候 | ソレント気候観測所、標高9m(1991年–2020年)の気候 | ソレント気候観測所、標高9m(1991年–2020年)の気候 | ソレント気候観測所、標高9m(1991年–2020年)の気候 | ソレント気候観測所、標高9m(1991年–2020年)の気候 | ソレント気候観測所、標高9m(1991年–2020年)の気候 | ソレント気候観測所、標高9m(1991年–2020年)の気候 | ソレント気候観測所、標高9m(1991年–2020年)の気候 | ソレント気候観測所、標高9m(1991年–2020年)の気候 | ソレント気候観測所、標高9m(1991年–2020年)の気候 |
| 月                                              | 1月                                             | 2月                                             | 3月                                             | 4月                                             | 5月                                             | 6月                                             | 7月                                             | 8月                                             | 9月                                             | 10月                                            | 11月                                            | 12月                                            | 年                                              |
| ----------------------------------------------- | ----------------------------------------------- | ----------------------------------------------- | ----------------------------------------------- | ----------------------------------------------- | ----------------------------------------------- | ----------------------------------------------- | ----------------------------------------------- | ----------------------------------------------- | ----------------------------------------------- | ----------------------------------------------- | ----------------------------------------------- | ----------------------------------------------- | ----------------------------------------------- |
| 平均最高気温 °C （°F）                          | 8.56 (47.41)                                    | 8.74 (47.73)                                    | 11.01 (51.82)                                   | 13.94 (57.09)                                   | 17.07 (62.73)                                   | 19.59 (67.26)                                   | 21.62 (70.92)                                   | 21.6 (70.9)                                     | 19.38 (66.88)                                   | 15.73 (60.31)                                   | 11.88 (53.38)                                   | 9.17 (48.51)                                    | 14.89 (58.8)                                    |
| 平均最低気温 °C （°F）                          | 3.77 (38.79)                                    | 3.77 (38.79)                                    | 4.75 (40.55)                                    | 6.57 (43.83)                                    | 9.54 (49.17)                                    | 12.42 (54.36)                                   | 14.49 (58.08)                                   | 14.6 (58.3)                                     | 12.43 (54.37)                                   | 9.84 (49.71)                                    | 6.56 (43.81)                                    | 4.25 (39.65)                                    | 8.58 (47.44)                                    |
| 降水量 mm （inch）                              | 73.86 (2.9079)                                  | 52.32 (2.0598)                                  | 45.44 (1.789)                                   | 41.45 (1.6319)                                  | 41.06 (1.6165)                                  | 48.25 (1.8996)                                  | 48.30 (1.9016)                                  | 55.74 (2.1945)                                  | 53.27 (2.0972)                                  | 83.40 (3.2835)                                  | 90.78 (3.574)                                   | 89.61 (3.528)                                   | 723.48 (28.4835)                                |
| 平均降水日数                                    | 11.6                                            | 9.6                                             | 8.3                                             | 8.3                                             | 7.1                                             | 6.9                                             | 7.0                                             | 7.3                                             | 8.7                                             | 10.5                                            | 11.2                                            | 12.2                                            | 108.6                                           |
| 出典：Met Office                                |                                                 |                                                 |                                                 |                                                 |                                                 |                                                 |                                                 |                                                 |                                                 |                                                 |                                                 |                                                 |                                                 |

| サウスシー（ポーツマス）1976年〜2005年の気候 | サウスシー（ポーツマス）1976年〜2005年の気候 | サウスシー（ポーツマス）1976年〜2005年の気候 | サウスシー（ポーツマス）1976年〜2005年の気候 | サウスシー（ポーツマス）1976年〜2005年の気候 | サウスシー（ポーツマス）1976年〜2005年の気候 | サウスシー（ポーツマス）1976年〜2005年の気候 | サウスシー（ポーツマス）1976年〜2005年の気候 | サウスシー（ポーツマス）1976年〜2005年の気候 | サウスシー（ポーツマス）1976年〜2005年の気候 | サウスシー（ポーツマス）1976年〜2005年の気候 | サウスシー（ポーツマス）1976年〜2005年の気候 | サウスシー（ポーツマス）1976年〜2005年の気候 | サウスシー（ポーツマス）1976年〜2005年の気候 |
| 月                                           | 1月                                          | 2月                                          | 3月                                          | 4月                                          | 5月                                          | 6月                                          | 7月                                          | 8月                                          | 9月                                          | 10月                                         | 11月                                         | 12月                                         | 年                                           |
| -------------------------------------------- | -------------------------------------------- | -------------------------------------------- | -------------------------------------------- | -------------------------------------------- | -------------------------------------------- | -------------------------------------------- | -------------------------------------------- | -------------------------------------------- | -------------------------------------------- | -------------------------------------------- | -------------------------------------------- | -------------------------------------------- | -------------------------------------------- |
| 平均最高気温 °C （°F）                       | 9.6 (49.3)                                   | 8.8 (47.8)                                   | 10.6 (51.1)                                  | 13.4 (56.1)                                  | 16.8 (62.2)                                  | 19.4 (66.9)                                  | 21.8 (71.2)                                  | 21.8 (71.2)                                  | 19.3 (66.7)                                  | 15.8 (60.4)                                  | 12.0 (53.6)                                  | 10.0 (50)                                    | 14.94 (58.88)                                |
| 平均最低気温 °C （°F）                       | 5.1 (41.2)                                   | 4.3 (39.7)                                   | 5.4 (41.7)                                   | 6.4 (43.5)                                   | 9.6 (49.3)                                   | 12.3 (54.1)                                  | 15.0 (59)                                    | 15.0 (59)                                    | 12.8 (55)                                    | 10.9 (51.6)                                  | 7.5 (45.5)                                   | 5.9 (42.6)                                   | 9.18 (48.52)                                 |
| 降水量 mm （inch）                           | 65 (2.56)                                    | 50 (1.97)                                    | 52 (2.05)                                    | 42 (1.65)                                    | 28 (1.1)                                     | 40 (1.57)                                    | 32 (1.26)                                    | 43 (1.69)                                    | 62 (2.44)                                    | 81 (3.19)                                    | 72 (2.83)                                    | 80 (3.15)                                    | 647 (25.46)                                  |
| 平均降雨日数                                 | 11.2                                         | 9.5                                          | 8.3                                          | 7.6                                          | 6.5                                          | 7.4                                          | 5.4                                          | 6.6                                          | 8.5                                          | 10.9                                         | 10.3                                         | 11.2                                         | 103.4                                        |
| 平均月間日照時間                             | 67.9                                         | 89.6                                         | 132.7                                        | 200.5                                        | 240.8                                        | 247.6                                        | 261.8                                        | 240.7                                        | 172.9                                        | 121.8                                        | 82.3                                         | 60.5                                         | 1,919.1                                      |
| 日照率                                       | 26                                           | 31                                           | 36                                           | 49                                           | 51                                           | 51                                           | 54                                           | 54                                           | 46                                           | 38                                           | 31                                           | 25                                           | 41                                           |
| 出典1：                                      |                                              |                                              |                                              |                                              |                                              |                                              |                                              |                                              |                                              |                                              |                                              |                                              |                                              |
| 出典2：BADC                                  |                                              |                                              |                                              |                                              |                                              |                                              |                                              |                                              |                                              |                                              |                                              |                                              |                                              |

| 1月              | 2月              | 3月              | 4月              | 5月               | 6月               | 7月               | 8月               | 9月               | 10月              | 11月              | 12月              | 年間              |
| ---------------- | ---------------- | ---------------- | ---------------- | ----------------- | ----------------- | ----------------- | ----------------- | ----------------- | ----------------- | ----------------- | ----------------- | ----------------- |
| 9.6 °C (49.3 °F) | 9.1 °C (48.4 °F) | 8.7 °C (47.7 °F) | 9.8 °C (49.6 °F) | 11.4 °C (52.5 °F) | 13.4 °C (56.1 °F) | 15.2 °C (59.4 °F) | 16.7 °C (62.1 °F) | 17.2 °C (63.0 °F) | 16.2 °C (61.2 °F) | 14.3 °C (57.7 °F) | 11.8 °C (53.2 °F) | 12.1 °C (53.8 °F) |

## 人口動態
以下は2011年国勢調査におけるデータである。ポーツマスはイギリス国内で唯一ロンドンよりも人口密度の高い街として知られている。また86万の人口を抱えるサウス・ハンプシャーは国内で7番目に大きな都市圏であり、ロンドンを除いたサウス・イースト・イングランドでは最大である。
基本情報
- 人口：205,400人[12][16]
- 人口密度：5,100人/km²

人種別割合
| - 白人：88.3% - イギリス系：84% - アイルランド系：0.5% - その他：3.8% | - アジア人：6.1% - バングラデシュ系：1.8% - インド系：1.4% - 中国系：1.3% - パキスタン系：0.3% - その他のアジア人：1.3% | - 黒人：1.8% - アフリカ系：1.4% - カリブ系：0.3% - その他：0.1% - 混血：0.5% - その他：0.5% |

| 人口 | 740 (推定) | 1000 (推定) | 32,160 | 72,096 | 188,133 | 233,545 | 215,077 | 197,431 | 175,382 | 177,142 | 186,700 | 205,400 |

## 行政
ポーツマスの行政は、単一自治体であるポーツマス・シティ・カウンシルによってなされている。1194年に王室から特許状を与えられた。1904年には市域が拡大され、ポートシー島の全域がポーツマスとなった。1920年と1932年にも市域は拡張し、最終的には本土の地域もポーツマス市に組み込まれた。かつてはハンプシャーのノン・メトロポリタン・ディストリクト (Non-metropolitan district) だったが、1992年の地方自治法 (Local Government Act) の施行により1997年4月1日に現在の単一自治体に再編された。しかし、あくまで典礼カウンティであるハンプシャーのディストリクトである。
ポーツマスには、ポーツマス・サウスとポーツマス・ノースの2つの国会選挙区が設置されている。2015年の総選挙では、フリック・ドラモンドとペニー・モードント（いずれも保守党）がそれぞれ選出された。
シティ・カウンシルは、42名の議員から構成されている。議員の任期は4年で、14の選挙区から3名ずつ選出される。2014年5月の選挙以降、保守党が12議席の少数与党となっている。そのほかは自由民主党が19議席、英国独立党 (UKIP) が5議席、労働党が4議席、無所属が2議席となっている。

## 経済

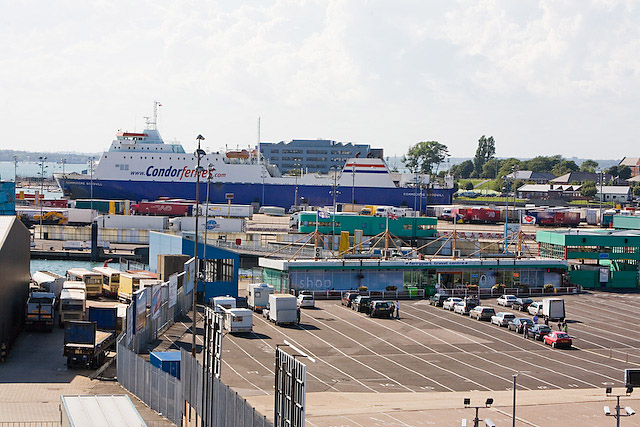
ポーツマス国際港では数多くの住民が働いている。

海軍基地を抱えるポーツマスでは軍需産業が最大の産業となっており、労働者の10人に1人が海軍基地で働いているとされる。BAE システムズ・サーフェス・シップスが本社を置いており、クイーン・エリザベス級航空母艦2隻の建造が行われた。空母建造に際しては総額10億ポンドの契約が結ばれた。フェリー港湾は乗客と貨物の両方を扱っており、オールド・ポーツマスのカンバー桟橋には20〜30艘の漁船が停泊している。
その他にもIBMイギリス本社が立地し、2007年まではチューリッヒ保険のイギリス本社もポーツマスにあった。小売店はコマーシャル・ロードと1980年代に建設されたカスケード・ショッピングセンターに集中しており、ショッピングセンターには毎週18万5千〜23万人が訪れる。近年は再開発によりガンワーフ・キーズなどの新しい商業施設が開業し、海軍基地内にはヒストリック・ドックヤードと呼ばれる観光者向けエリアがオープンした。またこのエリアでは毎年ヴィクトリア時代風のクリスマスマーケットが開かれる。さらにポートシー島北東部には工場跡の再開発によって1985年に開業したオーシャン・リテール・パークがある。

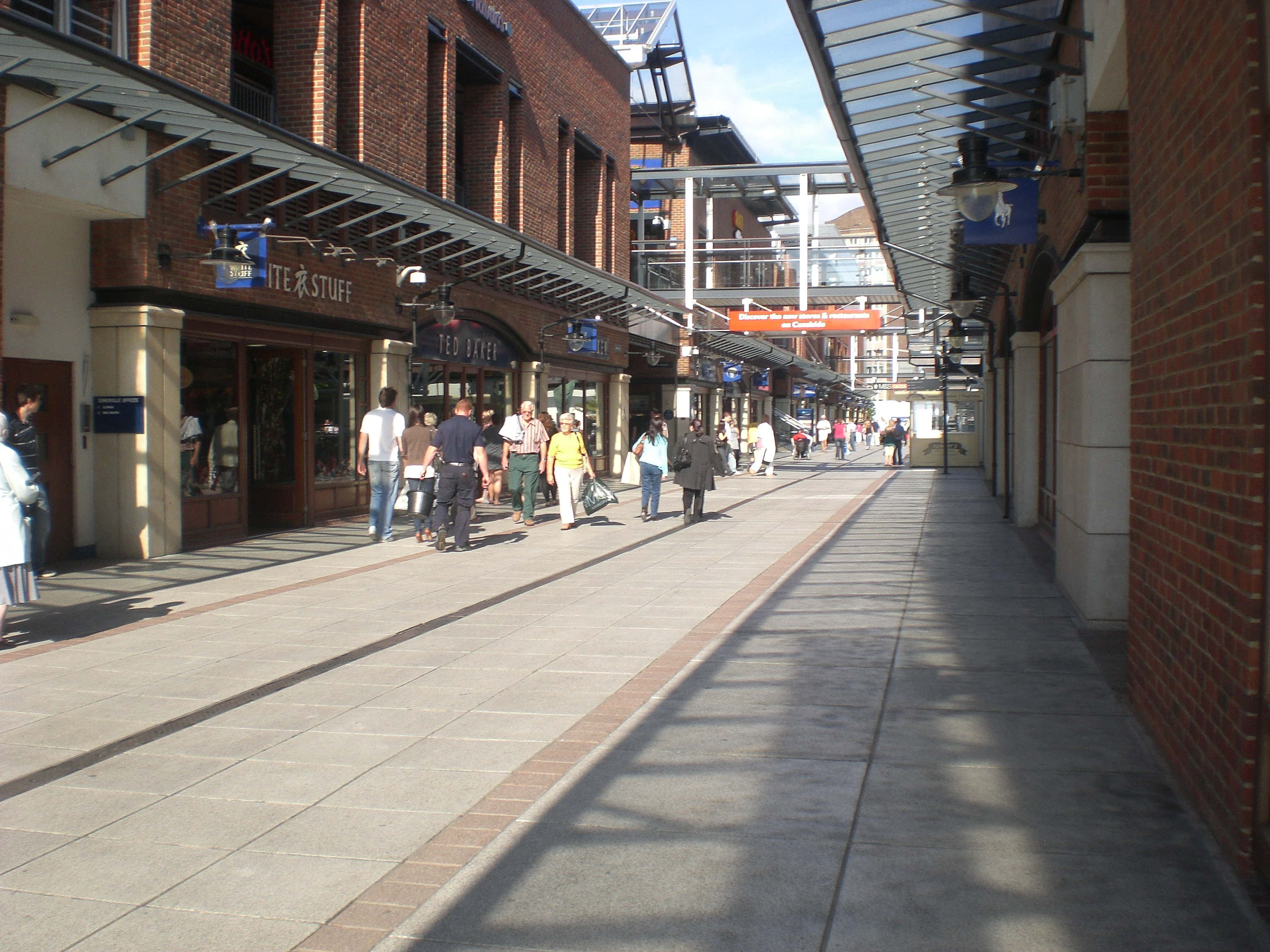
ガンワーフ・キーズ

ガンワーフ・キーズの開発は2007年に高さ101mの高層マンション（ガンワーフ・キーズ・レジデンシャル・タワー）が完成するまで続いた。またブリックウッズ醸造所跡地の開発では、低層住宅を中心とした複合施設の中で最も高い22階建てのアドミラルティ・クォーター・タワーが建設された。さらに2008年10月にはポーツマス・アンド・サウスシー駅の向かい側に25階建、高さ101mのナンバー・ワン・ポーツマスが建設されることが発表され、翌年9月には既存建物の解体が始まった。またヴィクトリア・パークの端に「ザ・ブレード」と言う名の高層学生寮も建設され始めており、高さ91mのタワーはポーツマス第2位の高層建築物になる予定である。
2007年4月、ポーツマスFCはフラットン・パークからヒストリック・ドックヤード近くに建設する新スタジアムへ移転することを発表した。ヘルツォーク&ド・ムーロンが設計した総額60億ポンドの新スタジアムには小売店やオフィス、1,500戸の集合住宅も含まれる予定だった。しかしこの計画はそのサイズと立地により批判され、複数の関係者が港湾業務に支障をきたすと述べた。結局この計画は世界金融危機の影響もあって市議会で否決された。

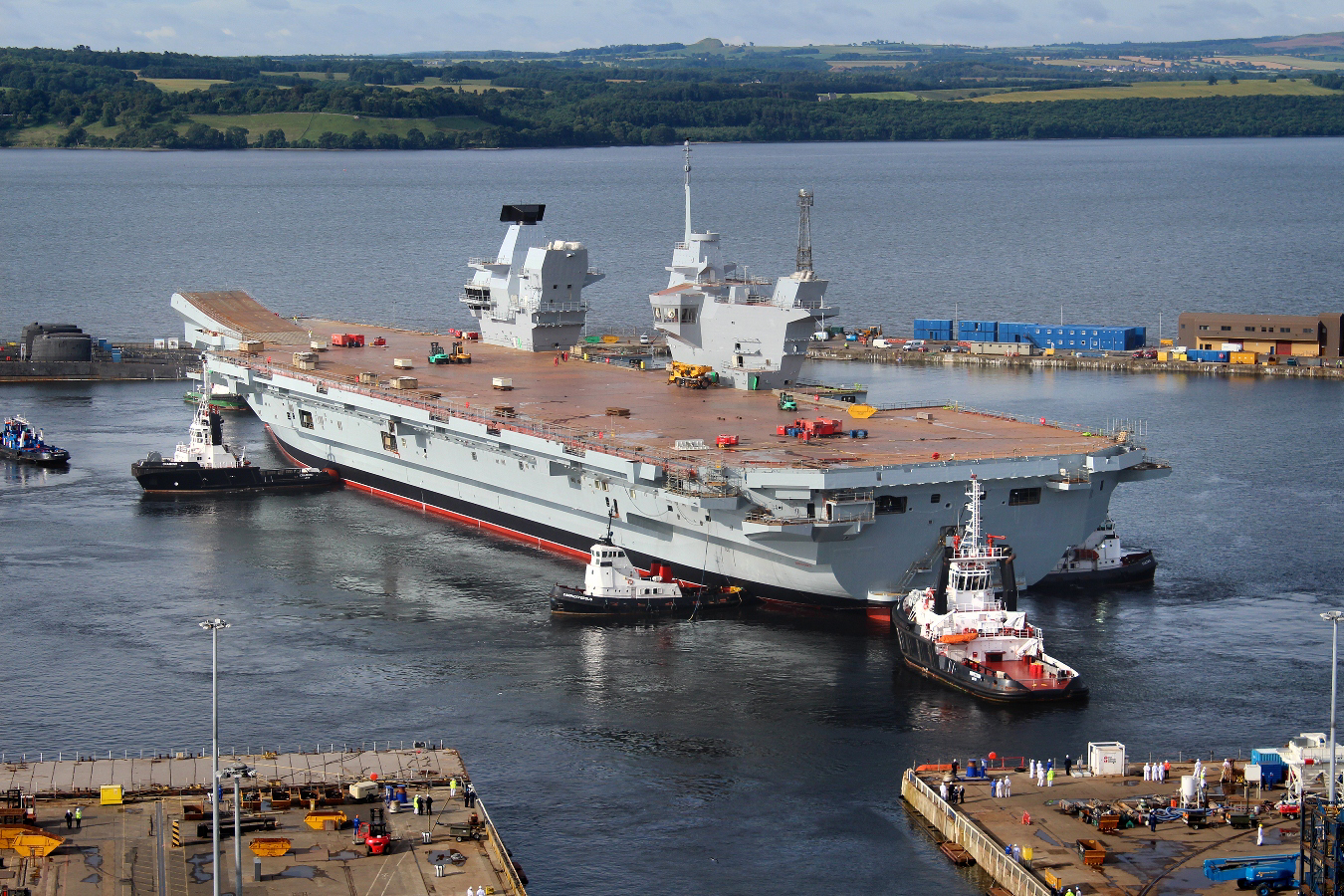
ポーツマスは2隻のクイーン・エリザベス級航空母艦の母港でもある。

2007年7月25日、当時の国防相デス・ブラウンから正式に2隻のクイーン・エリザベス級航空母艦（クイーン・エリザベス、プリンス・オブ・ウェールズ）の建造が発注された。建造はフォース湾のロサイス造船所、グラスゴーのBAE システムズ・サーフェス・シップス、ロサイスのバブコック・インターナショナル、ポーツマス海軍基地の4箇所で行われた。しかし2014年のスコットランド独立住民投票の前にはポーツマスでの艦艇建造を中止し、全ての水上艦艇の建造をグラスゴーにある2箇所のBAE保有施設で行うという政府発表があった。一方でこの決定は住民投票で反対票を入れてもらうための政治的決定だという批判も行われた。

## 交通

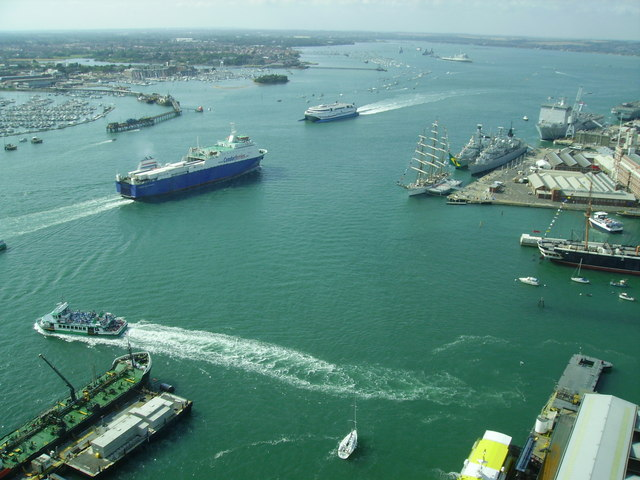
ポーツマス港の様子

### 船舶
ポーツマス・ハーバー駅直結の船着場からゴスポートやワイト島行きの旅客フェリーが運行されており、その近くからはワイト島行きのカーフェリーも運行されている。また1960年代に設立されたイギリス最古の商業ホバークラフト便であるホバートラベルが、サウスシーのクラーレンス桟橋からワイト島のライドまで運行されている。
ポーツマス国際港からは、フランス（カーン、シェルブール＝オクトヴィル、サン・マロ、ル・アーヴル）やスペイン（サンタンデール、ビルバオ）、チャンネル諸島への国際便が運行される。なお、これらの運行はブリタニー・フェリーとコンドル・フェリーが行なっている。
2006年5月18日には、トラスメディテレーニアがP&Oフェリーに競合する形でビルバオ便の運行を開始したが、数多くの安全義務違反があったためイギリス海事沿岸警備庁に拿捕された。ただその後すぐに安全義務違反が修正され、5月23日には運行の許可が降りた。しかしトラスメディテレーニア社はビルバオ便に投入していたフェリーを別の便に配置する必要があるとして、2007年3月にはビルバオ便の運行を打ち切った。また競合していたP&Oフェリーも運行費用の増大により路線を維持できないとして2010年9月27日に同じく運行を打ち切った。
ポーツマス国際港はドーバーに次ぐ国内2位のフェリー港湾であり、年間およそ300万人の乗客が利用している。

### バス
ステージコーチ・サウスとファーストハンプシャー・アンド・ドーセットの2社が短距離路線バスを運行しており、ホバートラベルはステージコーチと共同でサウスシーの船着場までのシャトルバスを運行している。
長距離バスはナショナル・エクスプレスが担当し、ロンドン・ヴィクトリア駅、コーンウォール、ブラッドフォード、バーケンヘッド、ブリストルへの便が運行されている。

### 鉄道
ナショナル・レール
サウサンプトン方面
- コーシャム駅 - ヒルジー駅 - フラットン駅 - ポーツマス・アンド・サウスシー駅 - ポーツマス・ハーバー駅
ロンドン方面
- ヒルジー駅 - フラットン駅 - ポーツマス・アンド・サウスシー駅 - ポーツマス・ハーバー駅
乗り入れる列車運行会社
■ サウス・ウェスタン・レールウェイ
■ サザン（ゴヴィア・テムズリンク・レールウェイ）
■ グレート・ウェスタン・レールウェイ

### 空路
空港
かつては草の滑走路を持つポーツマス空港があったが、1973年に閉鎖されている。
最寄りの空港
- サウサンプトン空港[69][70]
- ロンドン・ガトウィック空港
- ロンドン・ヒースロー空港

## 姉妹都市
- デュースブルク（ドイツ連邦共和国 ノルトライン･ヴェストファーレン州）
- カーン（フランス共和国 ノルマンディー地方 カルヴァドス県）
- 舞鶴市（日本国 近畿地方 京都府）
- シドニー（オーストラリア連邦 ニューサウスウェールズ州）

## 出身者
- アラン・パスコー - 陸上競技選手
- アレックス・チェンバレン - サッカー選手
- イザムバード・キングダム・ブルネル - 鉄道技術者
- ジェームズ・キャラハン - 政治家
- ジョージ・メレディス - 小説家
- ジョン・マッデン - 映画監督
- チャールズ・ディケンズ - 小説家
- ノーマン・リード - ニュージーランドの陸上競技選手（競歩）、金メダリスト
- バジル・ホール・チェンバレン - 日本研究家
- ヒューストン・ステュアート・チェンバレン - 政治評論家
- フランセス・イエイツ - 思想史家
- ミシェル・マゴリアン - 児童文学作家
- ローランド・オーザバル - ミュージシャン
- ロバート・ヘイルズ - 自転車競技選手
- ジュリア・フォーダム - シンガーソングライター
- メイソン・マウント - サッカー選手